# Strzelectwo na Letnich Igrzyskach Olimpijskich 1920 – pistolet wojskowy, 30 m
Strzelanie z pistoletu wojskowego z 30 m indywidualnie było jedną z konkurencji strzeleckich na Letnich Igrzyskach Olimpijskich 1920. Zawody odbyły się w dniu 3 sierpnia. Dokładna liczba zawodników nie jest znana.

## Wyniki
Każdy zawodnik oddał po 30 strzałów. Maksymalna liczba punktów do zdobycia wynosiła 300.
| Miejsce | Ekipa              | Wynik |
| ------- | ------------------ | ----- |
| 1       | Guilherme Paraense | 274   |
| 2       | Raymond Bracken    | 272   |
| 3       | Fritz Zulauf       | 269   |
| -       | Louis Harant       | 264   |
| -       | Karl Frederick     | 262   |
| -       | Alfred Lane        | 258   |
| -       | Mário Maurity      | 249   |
| -       | Sebastião Wolf     | 249   |
| -       | Geoffrey Lehain    | 249   |
| -       | Fernando Soledade  | 248   |
| -       | James Boa          | 247   |
| -       | Howard Bayles      | 244   |
| -       | Demerval Peixoto   | 241   |